# Spring for livet
Spring for livet er en svensk dramafilm fra 1997 skrevet og instrueret af Richard Hobert. Medvirkende tæller blandt andre Göran Stangertz, Lena Endre og Jakob Eklund.

## Handling
Efter at have født en søn, bliver Catti og hendes mand Mikael involveret i en organisation, der skjuler illegale immigranter i Sverige. De indser langsomt, at deres uskyldige hjemland i virkeligheden er bygget på politivold, statslig tvang og umenneskelig immigrationspolitik.

## Medvirkende
- Camilla Lundén som Catti
- Göran Stangertz som Mikael
- Lena Endre som Ingrid
- Jakob Eklund som Erik
- Sven Lindberg som Ragnar
- Mona Malm som Vendela
- Peter Andersson som kriminalinspektør
- Tommy Johnson som civilbetjent
- Reine Brynolfsson som Tommy
- William Rosenberg som Knud